# Otophryninae
Otophryninae Wassersug & Pyburn, 1987 è una sottofamiglia di anuri della famiglia Microhylidae.

## Distribuzione
Le specie si trovano in Colombia, Ecuador, Guyana e nel nord del Brasile.

## Tassonomia
La sottofamiglia Otophryninae comprende 6 specie suddivise in 2 generi:
- Otophryne Boulenger, 1900 (3 sp.)
- Synapturanus Carvalho, 1954 (3 sp.)

Prima della revisione tassonomica del genere Synapturanus, alla sottofamiglia Otophryninae, apparteneva solo il genere Otophryne, ma dal 2011 è considerato appartenente a questa sottofamiglia.